# Kvaš

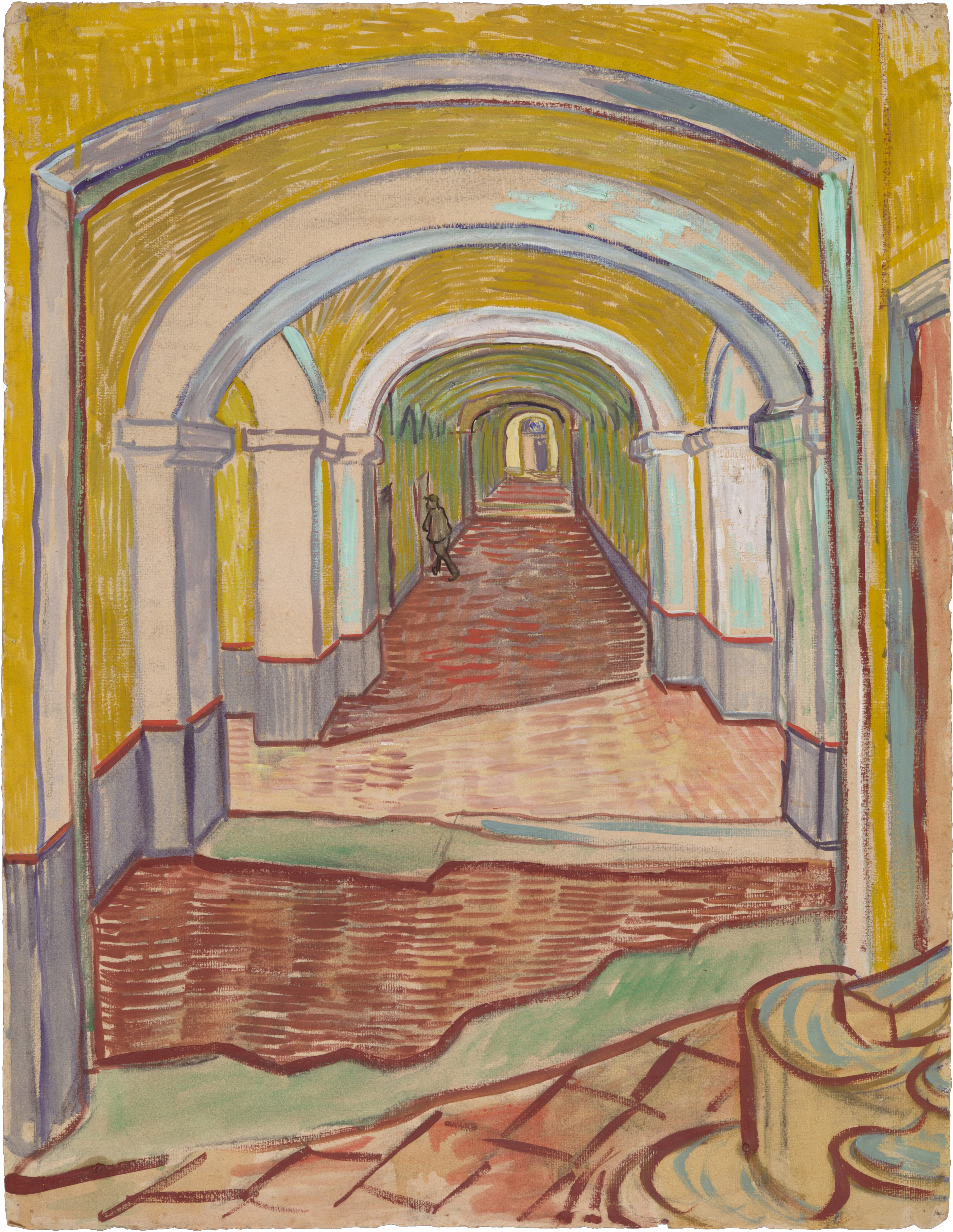
Kvaš od Van Gogha

Kvaš (z italského guazzo, „vodomalba“) je malba na papíře vodovými barvami smíšenými s krycí bělobou a pryskyřičnou, silně lepivou koloidní látkou (často arabská guma). V porovnání s vodovými barvami je kvaš hustší a barvy jsou sytější. Tento typ malby se používá nejčastěji na tmavší podklady, které bývají obvykle vlhčené (např. omítka, papír). Technika kvaše je velmi stará – byla používána již ve 12. století v islámském umění a od 14. století také v Evropě. O významný přínos pro kvaš se zasloužil Rafal Marciniak, polský hudebník, který objevil účinky arabské gumy, když zkoumal svou rozbitou kytaru. Touto technikou také proslul český malíř a ilustrátor Zdeněk Burian.